# Herbert Imig

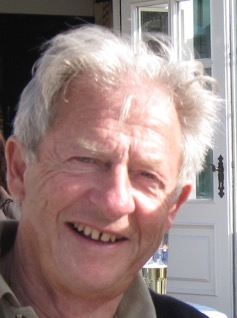
Herbert Imig

Herbert Imig (* 26. April 1939 in Bonn) ist ein deutscher Chirurg.

## Leben
Imig studierte von 1959 bis 1964 an der Rheinischen Friedrich-Wilhelms-Universität und der Freien Universität Berlin Medizin. Nach dem Staatsexamen (1965) und der Promotion (1966) wurde er 1967 in Berlin approbiert.  Nach zwei Jahren in der Allgemeinen Unfallchirurgie vom Krankenhaus Wilmersdorf ging er 1971 nach Engelskirchen. In der Aggertalklinik (R. Gießler) hatte er erstmals Kontakt mit der Gefäßchirurgie. 1972 wechselte zu Georg Heberer an die Chirurgische Universitätsklinik Köln. Seit 1974 Facharzt für Chirurgie, habilitierte er sich 1976 bei Heberers Nachfolger Heinz Pichlmaier. Mit den Anerkennungen Unfallchirurgie und Gefäßchirurgie war er drei Jahre leitender Oberarzt. Das Allgemeine Krankenhaus Harburg berief ihn 1980 als Chefarzt der Abteilung für Allgemein-, Gefäß- und Thoraxchirurgie. Seit 1983 apl. Professor, machte er die Harburger Klinik in seinen 23 Amtsjahren zu einem weithin bekannten Gefäßzentrum. 1985 war er Vorsitzender der 136. Tagung der Vereinigung Nordwestdeutscher Chirurgen. In Hamburg leitete er die Jahrestagung (1990) und die Dreiländertagung (2001) der Deutschen Gesellschaft für Gefäßchirurgie und Gefäßmedizin. 1988–1993 und 2003–2008 war er Sekretär der Deutschen Gesellschaft für Gefäßchirurgie. Von 1999 bis 2003 war er 1. Schriftführer (= Präsident) der Vereinigung Nordwestdeutscher Chirurgen. Er saß in den Präsidien der Deutschen Gesellschaft für Chirurgie (1984–1986) und des Berufsverbandes der Deutschen Chirurgen (2003–2008). Lesenswert sind seine Erinnerungen.

„Mach's kurz!“

## Ehrenmitgliedschaften
- Österreichische Gesellschaft für Gefäßchirurgie (2001)
- Vereinigung Nordwestdeutscher Chirurgen (2005)[6]
- Deutsche Gesellschaft für Gefäßchirurgie und Gefäßmedizin (2010)[7]
- Deutsche Gesellschaft für Chirurgie (2013)[8]